# Wasilowa
Wasilowa (biał. Васілёва; ros. Василёво, Wasilowo) – chutor na Białorusi, w obwodzie witebskim, w rejonie brasławskim, w sielsowiecie Druja.